# Емералд-Лейкс (Пенсільванія)
Емералд-Лейкс (англ. Emerald Lakes) — переписна місцевість (CDP) в США, в окрузі Монро штату Пенсільванія. Населення — 2895 осіб (2020).

## Географія
Емералд-Лейкс розташований за координатами 41°5′3″ пн. ш. 75°24′54″ зх. д. / 41.08417° пн. ш. 75.41500° зх. д. (41.084153, -75.414948).  За даними Бюро перепису населення США в 2010 році переписна місцевість мала площу 8,24 км², з яких 7,66 км² — суходіл та 0,58 км² — водойми.

## Демографія
Згідно з переписом 2010 року, у переписній місцевості мешкало 2886 осіб у 969 домогосподарствах у складі 767 родин. Густота населення становила 350 осіб/км².  Було 1489 помешкань (181/км²).
Расовий склад населення:
| - 60,5 % — білих - 24,3 % — чорних або афроамериканців - 2,8 % — азіатів - 0,7 % — корінних американців - 8,0 % — осіб інших рас |

До двох чи більше рас належало 3,7 %. Частка іспаномовних становила 24,2 % від усіх жителів.
За віковим діапазоном населення розподілялося таким чином: 28,5 % — особи молодші 18 років, 61,9 % — особи у віці 18—64 років, 9,6 % — особи у віці 65 років та старші. Медіана віку мешканця становила 37,5 року. На 100 осіб жіночої статі у переписній місцевості припадало 99,6 чоловіків;  на 100 жінок у віці від 18 років та старших — 96,0 чоловіків також старших 18 років.
Середній дохід на одне домашнє господарство  становив 63 180 доларів США (медіана — 57 357), а середній дохід на одну сім'ю — 67 048 доларів (медіана — 65 909). За межею бідності перебувало 5,6 % осіб, у тому числі 5,0 % дітей у віці до 18 років та 1,5 % осіб у віці 65 років та старших.
Цивільне працевлаштоване населення становило 1266 осіб. Основні галузі зайнятості: освіта, охорона здоров'я та соціальна допомога — 23,5 %, роздрібна торгівля — 18,6 %, науковці, спеціалісти, менеджери — 12,1 %, будівництво — 11,2 %.